# Hedvika Těšínská
Hedvika Těšínská (polsky: Jadwiga cieszyńska, maďarsky: Hedvig tescheni hercegnő) (1469 – 16. duben 1521) těšínská princezna. Byla jediná dcera Přemysla II. Těšínského († 1477) a Anny Varšavské (asi 1450/1453 – asi 1477/1480), dcery Boleslava IV. Varšavského (1421–1454).

## Život
Po smrti svého otce v roce 1477 byla osmiletá Hedvika umístěna do opatrovnictví strýce Kazimíra II. Těšínského, řečeného Kazik z Fryštátu (Fryštátské panství).
Byla druhou ženou Štěpána Zápolského. Jejich svatba se dříve uváděla k datu 11. srpna 1483, novější bádání prokázala, že manželství bylo uzavřeno až v prosinci roku 1486 v Těšíně. Takže první datum může být datum uzavření sňatku, nebo svatební smlouvy.
Štěpán Zápolský měl z prvního manželství dvě dcery. Z tohoto manželství dva syny a dvě dcery. (viz Štěpán Zápolský#Manželství a potomci).
Na hradě Trenčín se dochovala jedna část, tzv. Palác Zápolských, který nechala na počátku 16. století postavit těšínská princezna Hedvika. Později jej přestavovala Kateřina Sidonie Sasko-Lauenburská a Emerich III. Forgáč. To v letech 1586–1594.
Její manžel zemřel 23. prosince 1499. Hedvika zůstala v Uhrách, na hradě Trenčín.

## Mecenášství
Byla štědrou mecenáškou kláštera kartuziánů tzv. Skála útočiště (Lapis refugii), byl založen okolo roku 1299.
V roce 1506 finančně podpořila stavbu dvou budov (klášterních cel), novou kaplí s dvěma oltáři.
V roce 1509 finančně podpořila výstavbu dalších třech kostelů v Uhrách (Slovensko).

## Smrt
Zemřela 16. dubna 1521, na hradě Trenčín. Je pochována vedle svého manžela v rodinného hrobce Zápolských, ve Spišské Kapitule.